# Campionats del món de ciclisme de muntanya i trial de 2000
Els Campionats del món de ciclisme de muntanya i trial de 2000 van ser l'11a edició dels Campionats del món de ciclisme de muntanya organitzats per la Unió Ciclista Internacional. Les proves tingueren lloc del 3 a l'11 de juny de 2000 a l'estació d'esquí de Sierra Nevada (Andalusia) a Espanya. Per primer cop es disputaven conjuntament els campionats del món de ciclisme de muntanya amb els de trial, que fins aquell moment s'havien organitzat independentment.

## Resultats

### Camp a través
| Proves         | Or                                                                                    | Plata                                                                      | Bronze                                                               |
| Masculí        | Miguel Martinez (FRA)                                                                 | Roland Green (CAN)                                                         | Bart Brentjens (NED)                                                 |
| Femení         | Margalida Fullana (ESP)                                                               | Alison Sydor (CAN)                                                         | Paola Pezzo (ITA)                                                    |
| Masculí sub-23 | José Antonio Hermida (ESP)                                                            | Martí Gispert (ESP)                                                        | Kashi Leuchs (NZL)                                                   |
| Masculí júnior | Walker Ferguson (EUA)                                                                 | Iñaki Lejarreta (ESP)                                                      | Florian Vogel (SUI)                                                  |
| Femení júnior  | Sonja Traxel (SUI)                                                                    | Maja Włoszczowska (POL)                                                    | Nicole Cooke (GBR)                                                   |
| Relleus Mixt   | Espanya · Roberto Lezaun · Margalida Fullana · Iñaki Lejarreta · José Antonio Hermida | Suïssa · Florian Vogel · Christoph Sauser · Barbara Blatter · Silvio Bundi | Itàlia · Marco Bui · Leonardo Zanotti · Mirko Faranisi · Paola Pezzo |

### Descens
| Proves         | Or                           | Plata                | Bronze                     |
| Masculí        | Myles Rockwell (EUA)         | Steve Peat (GBR)     | Mickael Pascal (FRA)       |
| Femení         | Anne-Caroline Chausson (FRA) | Katja Repo (FIN)     | Marla Streb (EUA)          |
| Masculí júnior | Julien Poomans (FRA)         | Michael Hannah (AUS) | Jean-Paul Labossiere (FRA) |
| Femení júnior  | Kathy Pruitt (EUA)           | Helen Gaskell (GBR)  | Fionn Griffiths (GBR)      |

### Dual Slalom
| Proves  | Or                           | Plata             | Bronze                 |
| Masculí | Wade Bootes (AUS)            | Brian Lopes (EUA) | Mickael Deldycke (FRA) |
| Femení  | Anne-Caroline Chausson (FRA) | Tara Llanes (EUA) | Sabrina Jonnier (FRA)  |

### Trial
| Proves                       | Or                 | Plata                     | Bronze                     |
| Masculí - 20 polzades        | Daniel Comas (ESP) | Marco Hösel (GER)         | Juan Antonio Linares (ESP) |
| Masculí - 26 polzades        | Marc Vinco (FRA)   | Marc Caisso (FRA)         | Bruno Arnold (FRA)         |
| Masculí júnior - 20 polzades | Kenny Belaey (BEL) | Simon Billmaier (GER)     | Michael Hampel (GER)       |
| Masculí júnior - 26 polzades | Kenny Belaey (BEL) | Giacomo Coustellier (FRA) | Thomas Ohler (AUT)         |
| Equips - 20 polzades         | Espanya            | Alemanya                  | Polònia                    |
| Equips - 26 polzades         | França             | Espanya                   | Polònia                    |

## Medaller
| Pos.  | País          | Or | Plata | Bronze | Total |
| 1     | França        | 6  | 2     | 5      | 13    |
| 2     | Espanya       | 5  | 3     | 1      | 9     |
| 3     | Estats Units  | 3  | 2     | 1      | 6     |
| 4     | Bèlgica       | 2  | 0     | 0      | 2     |
| 5     | Suïssa        | 1  | 1     | 1      | 3     |
| 6     | Austràlia     | 1  | 1     | 0      | 2     |
| 7     | Alemanya      | 0  | 3     | 1      | 4     |
| 8     | Regne Unit    | 0  | 2     | 2      | 4     |
| 9     | Canadà        | 0  | 2     | 0      | 2     |
| 10    | Polònia       | 0  | 1     | 2      | 3     |
| 11    | Finlàndia     | 0  | 1     | 0      | 1     |
| 12    | Itàlia        | 0  | 0     | 2      | 2     |
| 13    | Àustria       | 0  | 0     | 1      | 1     |
| 13    | Països Baixos | 0  | 0     | 1      | 1     |
| 13    | Nova Zelanda  | 0  | 0     | 1      | 1     |
| Total | Total         | 18 | 18    | 18     | 54    |